# ワイルドシングス4
『ワイルドシングス4』（Wild Things : Foursome）は、2010年に製作されたアメリカ合衆国のオリジナルビデオ。『ワイルドシングス』シリーズの4作目。

## キャスト
※括弧内は日本語吹替
- ブランディ・コックス - ジリアン・マーレイ（東條加那子[1]）
- レイチェル・トーマス - マーネット・パターソン（恒松あゆみ）
- カーソン・ホィートリー - アシュリー・パーカー・エンジェル（阪口周平）
- ジョージ - イーサン・S・スミス（遠藤純一）
- フランク・ウォーカー刑事 - ジョン・シュナイダー（手塚秀彰）
- リンダ・ドブソン - ジェシー・ニクソン（中司ゆう花）
- シェーン・ヘンドリクス - ジョシュ・ランドール（桐本琢也）
- ダーレン・コックス - メアリー・レイチェル・ダドリー： ブランディの母
- テッド・ホィートリー - キャメロン・ダッド： カーソンの父親